# Bor (Tachov)
Bor é uma cidade checa localizada na região de Plzeň, distrito de Tachov.